# Elionor Telles de Menezes
Elionor Telles de Menezes (Trás-os-Montes, Portugal v 1350 - Tordesillas, Castella 1386), reina consort de Portugal (1371-1383) i regent del regne (1383-1384).

## Orígens familiars
Neboda de Joan Alfons Tello, comte de Barcelos, descendia pel seu pare, Martí Alfons Tello de Menezes, de Fruela II d'Astúries i per la seva mare, Aldonsa de Vansconcelos, de Teresa Sanxes, filla bastarda de Sanç I de Portugal.

## Núpcies i descendents
Es casà molt jove amb Joan Llorenç da Cunha, amb el qual va tenir un fill, Àlvar da Cunha.
El 1369 Elionor va visitar la seva germana Maria Telles, dama de la infanta i reina consort Beatriu de Castella, qui havia quedat vídua. En aquesta visita que anava a ser temporal, va ser seduïda per l'infant Ferran de Portugal. Aquest aconseguí l'anul·lació del primer matrimoni d'Elionor adduint raons de parentiu. El 5 de maig de 1372 es casà, secretament, a Leça do Balio amb Ferran I de Portugal, amb la qual va tenir:
- l'infant Joan de Portugal (1370), nascut abans del matrimoni
- l'infant Alfons de Portugal (1371), nascut abans del matrimoni
- la infanta Beatriu de Portugal (1372-1410), pretendent al tron portuguès entre 1383 i 1385, casada el 1383 amb Joan I de Castella

A la mort del seu marit el 1383 Elionor fou nomenada regent del regne en nom de la seva filla Beatriu. A partir d'aquell moment convisqué amb el seu amant,Xoan Fernàndez de Andeiro, comte d'Ourém, cosa que desagradà a la noblesa del país així com al seu poble. Aquests no veieren bé tampoc el casament de Beatriu, hereva del regne, amb el rei castellà Joan I de Castella per la qual cosa expulsaren Elionor i Beatriu del regne.
Elionor va fugir a Castella on va ser empresonada al monestir de Tordesillas, prop de Valladolid on morí el 27 d'abril de 1386.